# Eulji Mundeok
Eulji Mundeok (을지문덕, 乙支文德) est un chef militaire du Koguryo qui a vécu au début du VIIe siècle. C'est l'un des plus grands héros de l'histoire militaire coréenne, célèbre pour avoir participé victorieusement à la guerre contre la Chine des Sui notamment à la bataille de Salsu. Il est souvent associé au mythe moderne de Samurang et au Haidong gumdo populaire dans l'extrême droite coréenne. 